# Nebulous.io
Nebulous.io (tidigare: Nebulous) är ett mobilspel från den amerikanska speltillverkaren Simplicial Software, LLC. Spelet går ut på att man som en cirkelformad blob äter "massa" och andra spelare för att nå målet som den största spelaren på planen.

## Spellägen

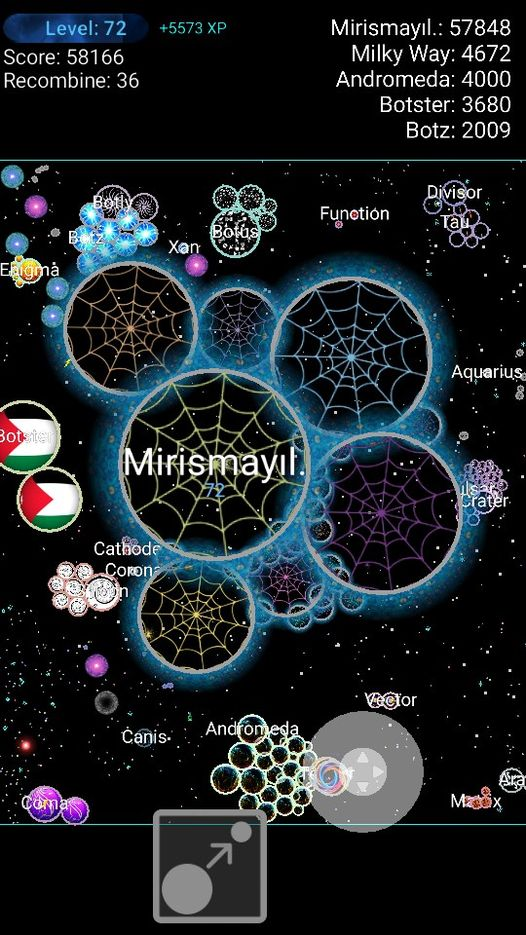
Game play från Nebulous.io

Det finns spellägen inom fyra kategorier i Nebulous.io; FFA, Teams, Special och Experimental. Utöver dessa finns det även tävlingsinriktade spellägen; Arena, Tournament och Battle Royale. 

### FFA
FFA är ett alla mot alla läge där objektivet som spelare är bli så stor som möjligt. Detta genom att antingen äta stillastående små prickar kallade "dots", eller genom att äta så kallade "blå hål" som ger en boost för att snabbare samla ihop massa. För att växa ännu snabbare kan man äta andra mindre spelares blobs för att på så sätt eliminera dem och addera deras massa till sin egen. På planen finns även "svarta hål" likt de blåa hålen, men till skillnad från dem så har de svarta hålen en effekt som gör att spelarens blobs splittras när de kommer i kontakt med hålet. Dessa hål kan användas för att förstöra för motspelare och för att förminska deras blobs så att man själv kan äta upp dem.

### Teams
Teams är ett spelläge där man som spelare blir indelad i ett lag som består av en själv och andra medspelare. Objektivet för Teams är att samarbeta med sina lagspelare för att tillsammans bli det största laget på planen. Antal lag på planen varierar mellan två och fyra beroende på planens storlek, antal spelare och spelläge inom kategorin.  

### Special
Special är en kategori med många olika spellägen som inte kan kategoriseras under FFA eller Teams. Dessa spellägen kan ha varierande objektiv som avviker från de i FFA.

### Experimental
Experimental är en kategori som innehåller en rad av spellägen som inte är officiella utan fortfarande i ett utvecklingsstadie.

### Arena
Arena är ett PvP-läge Där två spelare möts på en spelplan för att inom ramen av 5 minuter inneha mest massa, alternativt eliminera motståndaren. Det finns ett rankingsystem med tillhörande topplista i spelet som nollställs mellan varje säsong (en säsong varar ungefär en månad). 

## Regioner (servrar)
I spelet kan man välja vilken region man vill spela i. Valet av region kommer att påverka appen och spelets prestanda. De regioner som finns tillgängliga är:
- Östra USA
- Västra USA
- Europa
- Sydkorea
- Asien
- Sydamerika
- Australien
- Japan
- Mellanöstern
- Sydafrika
- Indien